# Dmitri Kuzmín
Dmitri Vladímirovich Kuzmín (en ruso: Дмитрий Владимирович Кузьмин, Moscú, 12 de diciembre de 1968) es un poeta, crítico y editor ruso.

## Biografía
Hijo del arquitecto Vladímir Legoishin y la crítica literaria Edvarda Kuzminá, tuvo entre sus abuelos al crítico Borís Kuzmín y la traductora Nora Gal. Entre 1985 y 1987 estudió filología en la Universidad Estatal de Moscú y finalmente, en 1993, se graduó en esta disciplina en la Universidad Estatal Pedagógica de la capital rusa. En 2005 se doctoró con una tesis sobre la historia de los monósticos (poemas de una sola línea) rusos. 
En 2014 fue profesor invitado de la Universidad de Princeton. Crítico de la política del presidente ruso Vladímir Putin, ese mismo año anunció que había elegido Letonia como país de residencia.

## Actividades
Empezó su carrera literaria en 1988, coordinando un grupo de poetas conocidos como el círculo Vavilon (Babilonia). Junto empezaron a publicar una serie de libros en una colección llamada Biblioteka molodoi literaturi (biblioteca de la literatura joven) y en 1993 fundó la editorial independiente de poesía ARGO-RISK. Tres años más tarde se publicó el primer número del almanaque gay llamado RISK; en 1997 creó el portal Vavilon.ru, que agrupaba textos de 180 escritores y que, según afírmó Kuzmín, su principal propósito era resistir la oleada de la «literatura comercial», que había empezado a inundar el mercado ruso por primera vez desde la década de 1920. En 2007 fundó LitKarta, una página de Internet que proporciona información sobre escritores rusos.
Kuzmín ha organizado recitales y festivales que define como «no comerciales» y afirma que ha publicado unos 300 libros de otros escritores. Ha ganado algunos premios por la promoción de jóvenes escritores, entre ellos el premio Andréi Beli (2002). Más tarde, se hizo miembro del comité que entrega el premio.
Ene 2006 comenzó a publicar la revista literaria Vózduj (Aire); al año siguiente los editores de las principales revistas literarias rusas votaron en contra de incluirla en el Zhurnalni Zal, la biblioteca digital de revistas literarias rusas, una decisión que fue tildada de polémica y de injusta por algunos autores rusos. Kuzmín es miembro del consejo asesor de St. Petersburg Review.
Kuzmín promueve activamente la cultura gay y lucha contra la homofobia. Sus poemas, incluidos los explícitamente homosexuales, y ensayos han aparecido en algunas revistas literarias rusas.
En 2008 publicó una compilación de su poesía y traducciones; algunos de sus poemas han sido traducidos al inglés (A Public Space, Habitus, Aufgabe, Fulcrum, Big Bridge), al francés (Europe), al serbio (Trećy Trg) y al estonio (Vikerkaar). Según el crítico literario ruso Iliá Kukulin, «el tema de sus poemas es el inconformista que tiene una actitud crítica hacia sí mismo y hacia la sociedad de la que forma parte, pero su percepción del mundo es impresionista en lugar de discursiva»; otro estudioso, Vitaly Chernetsky, traza los orígenes de la forma de Kuzmín en la poética de Frank O'Hara.